# 立体图

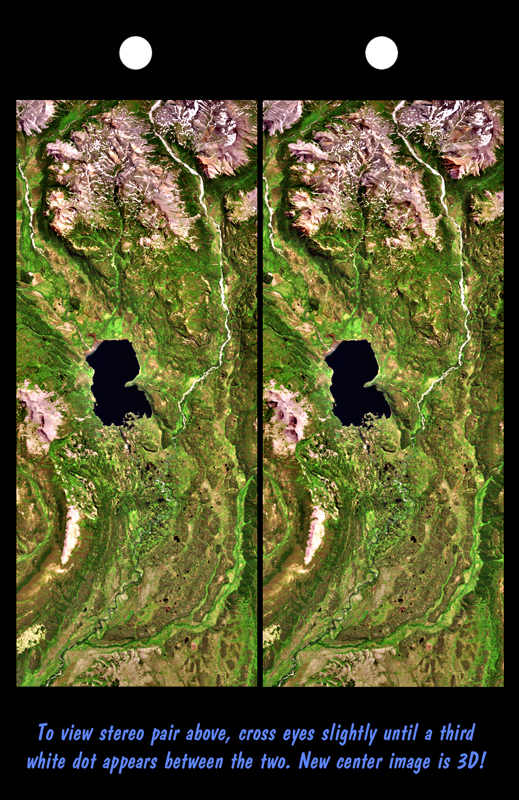
Lake Palanskoye

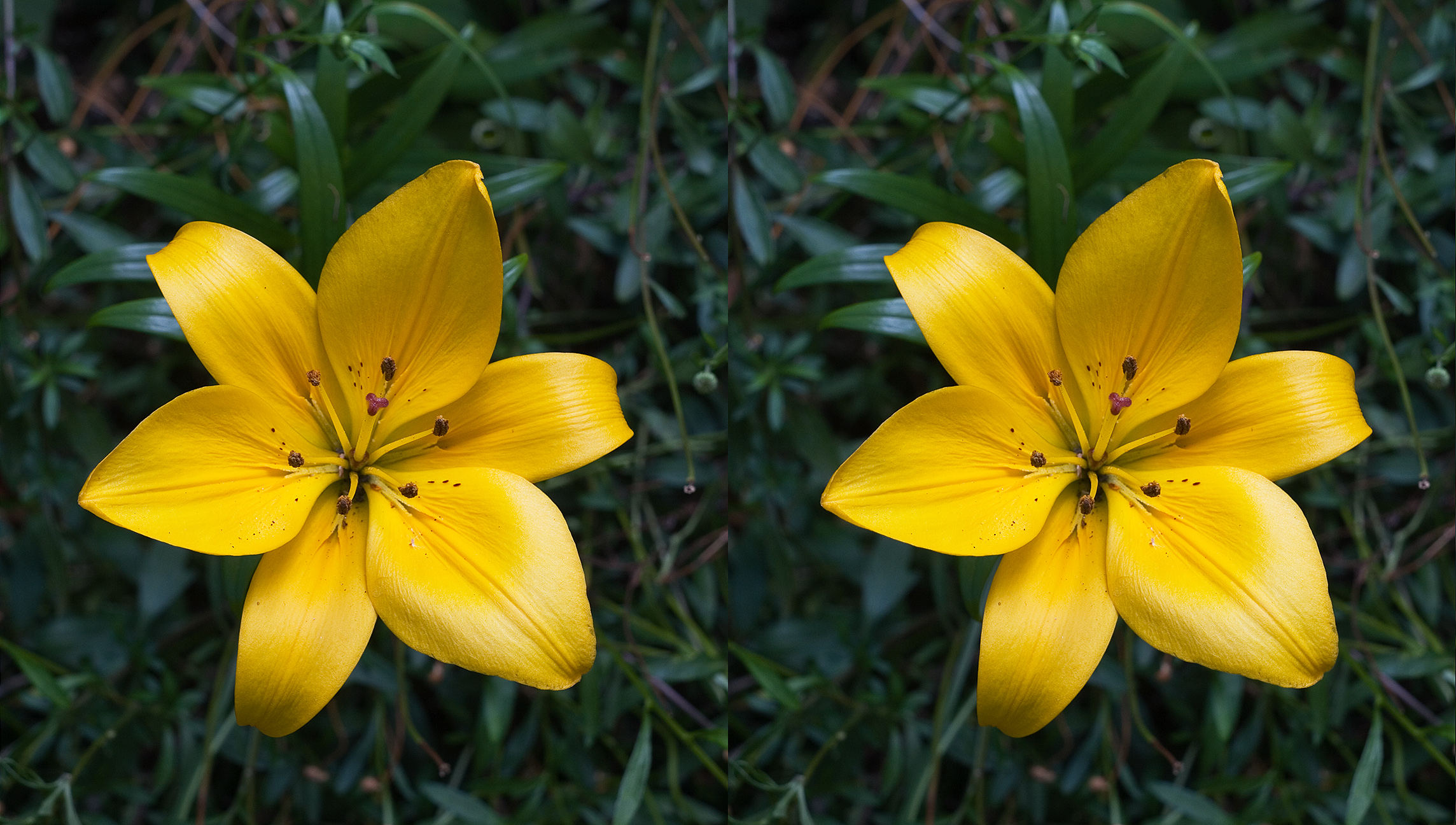
Stereogram of an asiatic hybrid lilium.

立体图（也称为“三维立体图”或“三维立体画”）是一类能够让人从中感觉到立体效果的平面图像。观察这类图像通常需要采用特殊的方法或借助器材。立体图最初用来表示需要通过立体镜观察的一对图像，现在所说的立体图还包括anaglyph和autostereogram等。
立体图最早被查爾斯·惠斯登于1838年发现，他同时对双眼视觉给出了一种解释，这引导他构建了一种由棱镜和鏡子组成的器材，从而使人可以从一对二维图像中观察到三维效果。
随着在计算机上制作autostereogram的技术的发展，立体图得以重新流行。在autostereogram中，三维效果隐藏于一幅单独的二维图像中，观察者只有在正确地将目光聚焦之后才能观察到立体影像。Magic Eye系列就是一个流行的实例。Magic Eye将autostereogram称作立体图，这使得许多人认为立体图就是autostereogram的同义词。

## 种类
- Stereoscopic imaging 通常是一对特制[1]的图像，观察者需要通过使用立体镜使双眼分别看到对应的图像才能产生立体感。如果一对图像比较窄而且被并排放置在一起，也可以直接用裸眼观察，方法类似于观察autostereogram。
- Anaglyph images 也称为“红/绿”图，是由一对特制的单色图像通过不同的颜色通道（通常是红和青或品红和绿）混合而成。观察者通常需要佩戴立体眼镜。这种立体眼镜的镜片是两块滤光片，滤光片的类型由图像决定。比如观察一幅通过红色和青色通道混合的图像，观察者需要佩戴带有红色滤光片和青色滤光片的立体眼镜，红色滤光片使一只眼睛只能看到图像上的红色部分，而青色滤光片则使另一只眼睛只能看到图像上的青色部分，从而模拟了观察立体景物的情况。立体电影的原理和此类立体图相似，只是立体电影采用了偏振光原理，并且用偏振片代替了滤光片。
- Random dot stereograms 由前两种立体图变化而来，特点是用颜色随机的点阵代替了实物图像。这种立体图所表达的内容无法直接辨认，只有通过特殊的方法或借助器材观察才可感觉到隐藏在其中的立体形状。
- Autostereograms 是一种单幅的立体图，通常由计算机制作完成。观察者需要正确地聚焦目光才能观察到立体影像。这种立体图并不是简单地将一对图像并列放置或按不同颜色通道混合，它给人的直观印象类似于“一组在水平方向上重复的细窄图案”，但这些图案之间存在着细微的差异。制作这种立体图的目的在于降低聚焦目光的难度和能够制作大幅的立体图。
- SIRDS (Single Image Random Dot Stereogram) 是一种用Random dot stereogram的表现方法制作的Autostereogram。图中所表达的内容无法直接辨认。观察方法与观察autostereogram的方法相同。

## Autostereograms

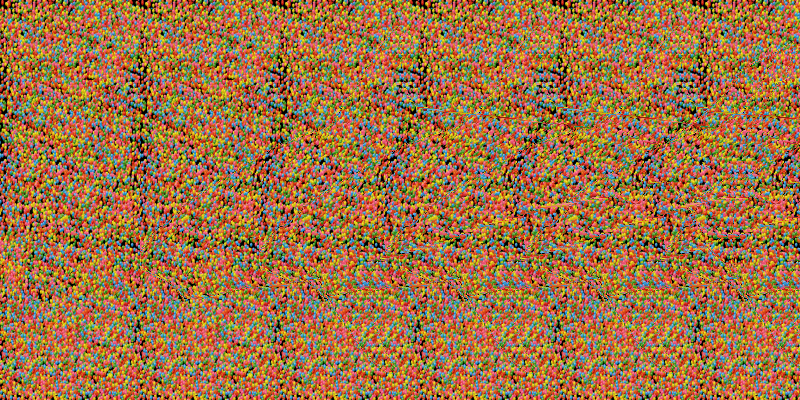
一幅SIRDS，用“平行观察法”观察可以看到一条立体的鲨鱼。

Autostereogram是一种通常由计算机制作完成的单幅立体图，观察者通过将目光聚焦到图的后方（远处）或前方（近处）可以从中观察到立体影像。将目光聚焦到立体图后方的方法也叫“平行观察法”，聚焦到前方的方法也叫“交叉观察法”。改变目光聚焦位置的目的在于让立体图上相邻的两个重复图案“看起来”恰好重叠，并利用重叠图案之间的差异来产生立体感。
根据Magic Eye，autostereogram的制作者通常“比较喜欢制作用‘平行观察法’观察的立体图”。但是对于普通的立体图来说，因为“平行观察法”的局限性，较大的图很难甚至无法用此法来观察，因此通常采用“交叉观察法”。如果用错误的方法观察一幅立体图，那么观察到的立体影像将与预期的“相反”，即凸出的部分将变成凹陷的，凹陷的部分将变成凸出的。

## 实际应用
立体图原理常被应用于娱乐方面，包括立体电影、立体图册等。同时在科技方面也有应用。

### 空间探测

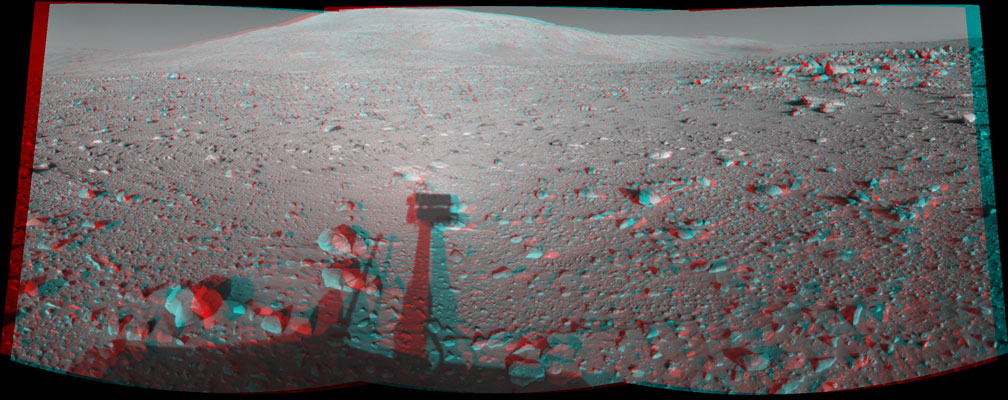
勇气号发回的显示火星表面的anaglyph，摄于2004年6月8日。需要通过带有红色滤光片和青色滤光片的立体眼镜观察。Courtesy NASA/JPL-Caltech.

NASA在2003年的火星探测漫游者计划中使用了可以产生立体图的设备，它使研究人员可以通过立体图观察到立体的火星表面。
每个漫游者上构成Pancam的两台摄像机被安装在离地面1.5米的位置，两台摄像机之间有30厘米的间距，并保持1度向内的夹角。这使得产生的一对图像满足构成立体图的条件，并可以被当作立体图来观察或通过计算机产生三维图像。
从大约相当于一人高的一对照相机生成三维图像的能力使得研究人员能够理解所观察场景的特性。在没有烟雾或者没有熟悉的地标的环境中，人们只能依赖立体成像系统确定距离的远近。因此，单个照相机视点很难做到这一点，而象 Pancam 这样的多照相机的立体成像系统很好地解决了无人空间探索中所遇到的这个问题。

### 临床应用
立体图卡片通常用于对双目视觉和调节反应的治疗中。